# Campeonato Mundial de Halterofilia de 1911
En 1911 se celebraron cuatro ediciones del Campeonato Mundial de Halterofilia.

## Torneo 1
El XV Campeonato Mundial de Halterofilia se celebró en Stuttgart (Alemania) entre el 29 y el 30 de abril de 1911 bajo la organización de la Federación Internacional de Halterofilia (IWF) y la Federación Alemana de Halterofilia.
En el evento participaron 36 halterófilos de 3 federaciones nacionales afiliadas a la IWF.

### Medallistas
| Evento | Oro                          | Plata                   | Bronce                         |
| ------ | ---------------------------- | ----------------------- | ------------------------------ |
| 60 kg  | Alfred Anschütz Alemania     | Emil Kliment Austria    | Georg Vogel Alemania           |
| 70 kg  | Ulrich Blaser · Suiza        | Franz Komarek Austria   | Peter Reinmuth Alemania        |
| 80 kg  | Leopold Hennermüller Austria | Eugen Ruhland Alemania  | Andreas Lutz Alemania          |
| +80 kg | Josef Grafl Austria          | Heinrich Rondi Alemania | Heinrich Schneidereit Alemania |

## Torneo 2
El XVI Campeonato Mundial de Halterofilia se celebró en Berlín (Alemania) entre el 13 y el 14 de mayo de 1911 bajo la organización de la Federación Internacional de Halterofilia (IWF) y la Federación Alemana de Halterofilia.
En el evento participaron 27 halterófilos de 2 federaciones nacionales afiliadas a la IWF.

### Medallistas
| Evento | Oro                   | Plata                        | Bronce                  |
| ------ | --------------------- | ---------------------------- | ----------------------- |
| 60 kg  | Emil Kliment Austria  | Jakob Vogt Alemania          | Oswald Greth Alemania   |
| 70 kg  | Josef Schwabl Austria | Albert Meyer Alemania        | Paul Gnauk Alemania     |
| 80 kg  | Rudolf Oswald Austria | Leopold Hennermüller Austria | Peter Haase Alemania    |
| +80 kg | Karl Swoboda Austria  | Berthold Tandler Austria     | Franz Buchholz Alemania |

## Torneo 3
El XVII Campeonato Mundial de Halterofilia se celebró en Dresde (Alemania) el 26 de junio de 1911 bajo la organización de la Federación Internacional de Halterofilia (IWF) y la Federación Alemana de Halterofilia.
En el evento participaron 21 halterófilos de 3 federaciones nacionales afiliadas a la IWF.

## Torneo 4
El XVIII Campeonato Mundial de Halterofilia se celebró en Viena (Austria) entre el 29 de junio y el 2 de julio de 1911 bajo la organización de la Federación Internacional de Halterofilia (IWF) y la Federación Austríaca de Halterofilia.
En el evento participaron 32 halterófilos de 3 federaciones nacionales afiliadas a la IWF.

## Medallero total
| Núm. | País         | Oro | Plata | Bronce | Total |
| ---- | ------------ | --- | ----- | ------ | ----- |
| 1    | Austria      | 11  | 7     | 5      | 23    |
| 2    | Alemania     | 4   | 6     | 11     | 21    |
| 3    | Suiza        | 1   | 1     | 0      | 2     |
| 4    | Países Bajos | 0   | 2     | 0      | 2     |
|      | TOTAL        | 16  | 16    | 16     | 48    |